# Ежовска и Стефанианска епархия
Ежовска и Стефанианска епархия (на гръцки: Ιερά Ἐπισκοπής Ἐζεβῶν και Στεφανιανῶν) е епархия, епископия, на Вселенската патриаршия, съществувала през XIV век в Югоизточна Македония, тогава част от Византийската империя, а по-късно от Сръбското царство.

## История
Епископията е създадена през XI век, като седалището ѝ е в македонското укрепено селище Ежово, над днешното село Ежово (Дафни). Епископията е подчинена на Сярската митрополия. Ежовската епископия (επισκοπή Εζεβάς) се споменава за първи път в 1062 година в акт на съдия Николай Сервлиас за разрешаване на спор, възникнал, когато епископът на Ежово е овладял метоха „Света Богородица“, принадлежащ на Иверския манастир.
В 1085 година отново се споменава Ежовската епископия (επισκοπή Εζεβών), но след това в XII и XIII няма споменаване на епископията. В 1290 година Йоаникий, основателят на Серския манастир „Свети Предтеча“, отново се споменава като епископ, който довежда епископията до голям просперитет.
В 1307 година съседната Стефаниана е присъединена към нейната юрисдикция. По това време епископ Калист в документ за продажба се подписна като „ὁ ταπεινός Ἐπίσκοπος Ἐζεβῶν καί Στεφανιανῶν“ (смиреният епископ на Ежово и Стафаниана).
След това се споменават Матей в 1358 година и Теодосий в 1378 година. По-късно епископията е слята със Сярската митрополия.

## Епископи
| Име      | Име        | Години |
| -------- | ---------- | ------ |
| Йоаникий | Ιωαννίκιος | в 1290 |
| Калист   | Κάλλιστος  | в 1307 |
| Матей    | Ματθαῖος   | в 1358 |
| Теодосий | Θεοδόσιος  | в 1378 |